# Diagonaalband

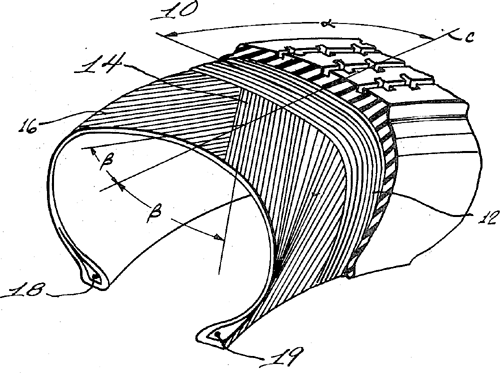
Twee diagonale en een radiale koordlaag...

Een  diagonaalband is een luchtband zoals die gemonteerd wordt op auto's, motoren en vliegtuigen. Latere ontwikkelingen van de luchtband zijn de radiaalband en de diagonaal-gordelband.
Diagonaal slaat op de manier waarop het karkas, waarop het rubber wordt aangebracht, is opgebouwd: schuin of overhoeks over elkaar lopende vezels van nylon, rayon of polyester.
Om de krachten te weerstaan die door snelle en zware voertuigen op de band worden uitgeoefend brengt men een verstevigingsgordel in de looprichting aan (bias belted tyre).
De nood aan een steviger constructie van het karkas van de band leidde tot de ontwikkeling van de radiaalband die in 1946 door Michelin op de markt werd gebracht.